# Castell de Dommeldange
El Castell de Dommeldange (en luxemburguès: Dummeldenger Schlass; en francès: Château de Dommeldange), es troba a Dommeldange, el barri més septentrional de la ciutat de Luxemburg en el Gran Ducat de Luxemburg. Inicialment va ser una residència privada construïda per al propietari de les obres de ferro locals, ara és l'Ambaixada de la República Popular de la Xina.

## Història
El castell sembla haver estat construït en el segle xvii per Thomas Marchant, un empresari de forja, com una residència privada. El 1870, Charles Collart, també empresari del mateix ram vivia allà. El castell va ser comprat l'any 1973 per l'Estat de Luxemburg i ara allotja la residència i seu de l'Ambaixada de la Xina.